# 縣道194號
縣道194號（知本－崎仔頭）為臺灣一條隸屬於中華民國交通部公路總局的縣道，西起臺東縣金峰鄉知本國家森林遊樂區，東至臺東縣臺東市崎仔頭，全長共計6.200公里。

## 公路概述
縣道194號的起點位於臺東縣卑南鄉溫泉村知本國家森林遊樂區大門過溪橋前。此公路自起點開始沿著知本溪南岸行進，不久後抵達知本溫泉區。此公路行進至溫泉橋時，透過該橋梁穿過知本溪，並接續在知本溪北岸附近行進，最後在臺東市的建興里(崎仔頭/橋仔頭，也屬於知本地區的一部分)與台9線交會，即是此公路之終點。
該公路為串聯整個知本地區的主要聯絡道路：台東市知本里與知本車站－知本崎仔頭（建興里）－卑南鄉溫泉村知本溫泉區－知本國家森林遊樂區。

## 歷史沿革
台灣縣道體系的形成可追溯到1961年所進行的第一次公路普查，而縣道194號則在此時期開始採編。當時縣道194號的路線西起宜蘭縣員山鄉圳頭，東至宜蘭縣壯圍鄉公館，全長共計17.723公里。
1976年進行第二次公路普查時，縣道194號0k+000－4k+586路段併入至橫貫公路省道（台9甲線，今屬台7丁線），起點改至宜蘭縣員山鄉內員山，總長度縮減為12.870公里。1983年進行第三次公路普查時，總長度變為13.400公里。1994年，縣道194號宜蘭－公館段併入至台7線，其餘路段解編，全線正式解編。
2008年10月23日交通部公告，鄉道東58線改編為縣道194號，路線名稱為「崎仔頭－知本」，全長共計6.200公里。

## 行經行政區域
全線均位於臺東縣境內。
| 金峰鄉   | 知本國家森林遊樂區 | 0.000 | 樂山產業道路 | 公路起點 |  |
| 太麻里鄉 | 知本溫泉區         | －    | （地區道路） |          |  |
| 太麻里鄉 | 知本溫泉區         | －    |              |          |  |
| 太麻里鄉 | 知本溫泉區         | －    | （地區道路） |          |  |
| －       |                    |       |              |          |  |
| 卑南鄉   | 溫泉               | －    | （地區道路） |          |  |
| 卑南鄉   | 溫泉               | －    |              |          |  |
| 卑南鄉   | 溫泉               | －    | 東58線       | 終點     |  |
| －       |                    |       |              |          |  |
| 臺東市   | 崎仔頭             | 6.200 | 台9線        | 公路終點 |  |
|          |                    |       |              |          |  |

## 沿線路名
- 龍泉路
- 溫泉路
- 建興路
- 建興路75巷

## 沿線設施與景點
- 知本國家森林遊樂區
- 知本溫泉
  - 知本老爺酒店
- 臺東縣卑南鄉溫泉國民小學